# کیا استوکس
کیا استوکس (انگلیسی: Kiah Stokes؛ زادهٔ ۳۰ مارس ۱۹۹۳) بازیکن بسکتبال اهل ایالات متحده آمریکا است.